# Quintanoscia contoyensis
Quintanoscia contoyensis är en kräftdjursart som först beskrevs av Stanley B. Mulaik 1960.  Quintanoscia contoyensis ingår i släktet Quintanoscia och familjen Philosciidae. Inga underarter finns listade i Catalogue of Life.